# Channichthys irinae
Channichthys irinae es una especie de pez con aletas radiadas del género Channichthys, de la familia Channichthyidae, orden Perciformes. Fue publicada por Shandikov en 1995.

## Descripción
Mide 25,9 cm de longitud total.

## Distribución
Se distribuye por el océano Austral: islas Kerguelen. Puede alcanzar desde 165 hasta 310 m de profundidad.